# Ali Williams
Alexander James „Ali“ Williams (* 30. April 1981 in Auckland, Neuseeland) ist ein neuseeländischer Rugby-Union-Spieler auf der Position des Zweite-Reihe-Stürmers. Er spielt für Tasman im Air New Zealand Cup und für die Crusaders in der Super 14. Außerdem ist er ein neuseeländischer Nationalspieler. Er war einer von den 22 'reconditioned all blacks', denen es wegen der Rugby-WM 2007 nicht erlaubt war, irgendein Super 14 Spiel in der Saison 2007, vor der 8. Turnier-Woche zu spielen.
Im Mai 2007 wurde er von den Blues frühzeitig nach Hause geschickt und ihm wurde verboten im Super-14-Halbfinale gegen die südafrikanischen Sharks zu spielen.
Laut Andy Dalton, dem Vorstand der Blues, haben Management und Spieler die Entscheidung getroffen, Williams aus dem Mannschaftsquartier zu entfernen, wegen Vorfällen, die während des Aufenthalts der Mannschaft in Perth, Australien passiert sein sollen, wo sie in der vorherigen Woche gegen die Western Force spielten. Diese Vorfälle wurden von Dalton nicht weiter ausgeführt, er sagte nur, dass das Verhalten von Williams ungebührlich gewesen sei.
Als Ali Williams sich vor den Tri Nations 2007 verletzte, intensivierten sich die Probleme der All Blacks im Zweite-Reihe-Sturm. Beim 61:10-Sieg im zweiten Testspiel gegen Frankreich in Wellington am 9. Juni. brach sich Williams den Kiefer während eines Zweikampfes mit dem französischen Gegenspieler Sébastien Chabal. Er wurde ins Krankenhaus gebracht, wo man die schlechte Nachricht bestätigte. Dadurch verpasste er die Tri-Nations-Kampagne der All Blacks. Für die Weltmeisterschaft wurde er jedoch rechtzeitig wieder fit und war ein Stammspieler der Mannschaft. Die WM endete für die All Blacks jedoch mit dem schlechtesten Abschneiden aller Zeiten, nachdem sie bereits im Viertelfinale überraschend gegen den Gastgeber Frankreich mit zwei Punkten Unterschied verloren.
Wegen der Probleme bei den Blues wechselte Williams 2008 zu den Crusaders sowie zum Provinzverband Tasman. Bei seiner ersten Super-14-Saison für die Crusaders gewann er auf Anhieb den Titel, den er auch schon 2003 mit den Blues gewann.
Nach dem Rücktritt David Nuciforas als Trainer der Blues am Ende der Saison 2008, entschied sich Williams nach nur einem Jahr bei den Crusaders für einen erneuten Wechsel zurück zu den Blues.

## Statistiken
- Größe: 2,02 m
- Gewicht: 112 kg
- College: Kings College

## Schulzeit
Während seiner Schulzeit auf dem Kings College spielte er Fußball auf der Position des Torhüters, bevor er erkannte, dass er nicht sehr gut in diesem Sport ist.